# Hana Kobayashi
Hana Kobayashi (小林花 Kobayashi Hana?, extra Maracay, Venezuela, 19 de marzo de 1982) es una cantante venezolana-japonesa.

## Biografía
Hana Kobayashi nació en 19 de marzo de 1982 en Maracay, Venezuela. Es hija de madre venezolana y padre japonés. A los 14 años comenzó a recibir formación musical en institutos como conservatorios, como el del estado Aragua llamado Juan José Landaeta y el Instituto Universitario de Educación Musical (IUDEM), habiendo recibido clases de canto con figuras como Félix Fórmental, Gisella Hollander, Marisela Leal y Magdalena León. Desde 2003, año en el que se residencia de forma permanente en Caracas, empieza a destacarse en géneros como pop, jazz, rock, soul y R&B, y en 2005 realiza su debut en la semana cultural del Japón por invitación del agregado cultural de la embajada, convirtiéndose en invitada consecuente de dicho evento. Participó en la primera temporada de Latin American Idol.
Ha visitado países como Escocia, España, República Checa, Emiratos Árabes Unidos, Colombia, Argentina, Italia, Estados Unidos, Panamá, México y Brasil, y ha participado como cantante invitada de artistas y grupos tanto nacionales como internacionales, incluyendo a Gerry Weil, Diva Gash, Siudy Garrido y a Rodrigo Gonsalves (Viniloversus). También ha participado como cantante y compositora en Embas, Míxtura y su segunda producción «Animal de Viento», la agrupación electrónica Diva Gash y sus discos «Vol. 1» y «2. Lov», el compilado homenaje a Aldemaro Romero «Nueva Onda Nueva», y El Arca y su disco debut «Buen Viaje».
En agosto de 2012 fue seleccionada por el Goethe-Institut para representar a Venezuela en el proyecto «Música en Tránsito» llevado a cabo en Salvador de Bahía, Brasil. Allí participó junto a otros seis cantautores latinoamericanos para grabar junto con el músico electrónico alemán Markus Popp. Este trabajo discográfico fue lanzado en marzo de 2013. Ha sido reconocida por Amnistía Internacional junto a otros artistas como Emisora de Conciencia al apoyar la campaña «Basta de Balas» en contra de la venta y porte de armas de fuego. También es imagen junto a otros artistas venezolanos de su campaña «Remángate» para alertar acerca del peligro de las minas antipersonales.